# 台鐵35N23000型穀斗車
台鐵35N23000型蓬斗車，是臺灣鐵路管理局所使用的一種專用鐵路貨車，為一種含有轉向架的四軸中型貨車。最常使用於穀物產品的運輸上。

## 開發歷史
本型車於1974年到1979年之間，為滿足穀物產品運輸的相關需求以及解決蓬斗車數量不足的問題，由台灣鐵路管理局委託台灣機械公司研發生產，為35N21000型的增備車。在車體外觀上與35N21000型並無明顯差異，故實際另外設立新型號的原因不明。

## 數據
- 型式：35N23000（35是載重），23000為型號
- 車號：35N23001到35N23250
- 輛數：250輛
- 皮重：19.4公噸
- 載重：35公噸
- 換算噸數：空車20噸、重車55噸
- 車長：13,400mm
- 車寬：2,836.4mm
- 車高：3,630mm
- 容積：56.3m³
- 最高車速：75km/h
- 檢修機務段：彰化機務段

## 使用情況
本型車為台鐵蓬斗車中數量最龐大的一個系列，共計250輛。目前經常使用在台鐵的西部幹線上，通常以整列車皆為蓬斗車的「穀物專列」型式，將穀物原料由臺中港送往富岡車站旁的大型食品加工廠進行生產。目前由於本型車車齡老舊，且在南部地區結束以鐵道輸送穀物後，在2010年代大量停用並改造成石碴車、石斗車、平車使用，僅存部分車輛仍在籍。
- 在籍車輛：

35N23036~23037、35N23073
- 保存車輛：

35N23026：2019年由高雄機廠修復後，移至潮州基地鐵道文化園區內靜態保存。
- 現存之報廢車輛：

35N23093

## 其他
與兄弟車35N21000型唯一的最大差異在於車寬，35N21000型比本型車的寬度要窄1.5公分，其他部分完全相同。

## 外部連結
- 貨車の玉手箱 福田孝行の貨車ホームページ
- Train Collection